# Lupinus sierrae-blancae
Lupinus sierrae-blancae là một loài thực vật có hoa trong họ Đậu. Loài này được Wooton & Standl. miêu tả khoa học đầu tiên.